# Sóc cọ rừng
Sóc cọ rừng, hay sóc chồn rừng, sóc rừng có sọc, tên khoa học Funambulus tristriatus, là một loài động vật có vú trong họ Sóc, bộ Gặm nhấm. Loài này được Waterhouse mô tả năm 1837. Chúng là loài đặc hữu của Ấn Độ.